# تاريخ الجمهورية التركية

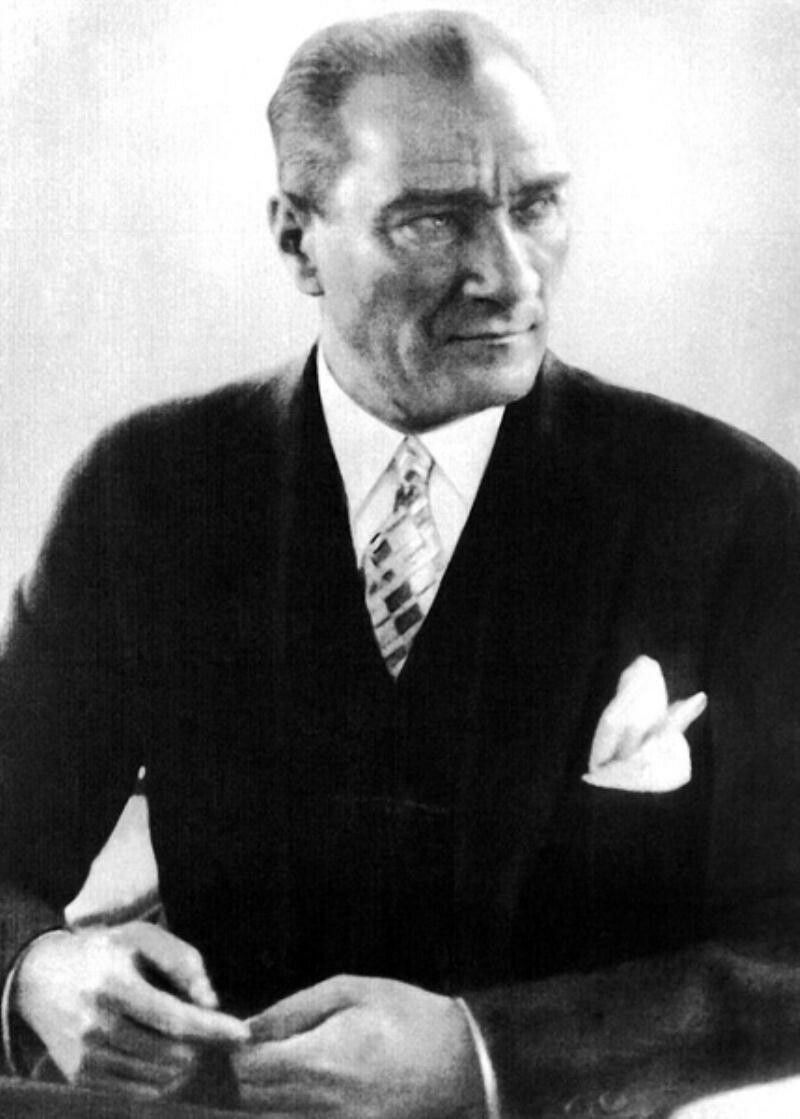

تأسست الجمهورية التركية بعد الإطاحة بالسلطان محمد السادس وحيد الدين من قبل البرلمان الجمهوري الجديد في عام 1922. وجه هذا النظام الجديد رصاصة الرحمة إلى الدولة العثمانية التي مُسحت عمليًا عن الساحة العالمية بعد الحرب العالمية الأولى.

## خلفية
حُكمت الإمبراطورية العثمانية منذ تأسيسها عام 1299 كملكية مطلقة. مرت الإمبراطورية بين عامي 1839 و1876 بفترة إصلاح. عمل العثمانيون الشباب الذين كانوا غير راضين عن هذه الإصلاحات مع السلطان عبد الحميد الثاني لتحقيق شكل من أشكال الترتيب الدستوري في عام 1876. بعد المحاولة قصيرة الأمد لتحويل الإمبراطورية إلى ملكية دستورية. حولها السلطان عبد الحميد الثاني مرة أخرى إلى ملكية مطلقة بحلول عام 1878 بإيقاف العمل بالدستور والبرلمان.
بعد عقدين من الزمن، تآمرت حركة إصلاح جديدة حملت اسم تركيا الفتاة ضد السلطان عبد الحميد الثاني، الذي كان ما يزال مسؤولًا عن الإمبراطورية، وبدأت ثورة تركية الفتاة. أجبروا السلطان على إعادة إدخال الحكم الدستوري في عام 1908. وأدى ذلك إلى زيادة المشاركة الفعالة للجيش في السياسة. في عام 1909 أطاحوا بالسلطان وفي عام 1913 قاموا بانقلاب واستولوا على السلطة. في عام 1914 دخلت الإمبراطورية العثمانية الحرب العالمية الأولى إلى جانب قوى المركز كحليف للإمبراطورية الألمانية وخسرت الحرب بعد ذلك. كان هدفها من ذلك الفوز بإقليم في الشرق من أجل التعويض عن الخسائر في الغرب في السنوات السابقة خلال الحرب الإيطالية العثمانية وحروب البلقان. في عام 1918، تحمل قادة حركة تركيا الفتاة كامل المسؤولية عن خسارة الحرب وفروا من البلاد إلى المنفى تاركين البلاد في حالة من الفوضى.
وقعت هدنة مودروس التي منحت الحلفاء، وفق شرطٍ صُيغ بشكل فضفاض ومبهم، الحق في احتلال الأناضول «في حال حدوث اضطرابات». بدأت القوات الفرنسية والبريطانية في غضون أيام، في احتلال الأراضي المتبقية التي كانت خاضعة لسيطرة الإمبراطورية العثمانية. وقد دفع هذه الاحتلال واضطهاد المسلمين الذي مورس بشكل أساسي من قبل جنود غير نظاميين يونانيين وأرمن في الجزء المتبقي من الأناضول، الحركة التركية الوطنية إلى بدء حركة مقاومة بقيادة مصطفى كمال أتاتورك وضباط آخرون من الجيش. بعد وقت قصير من الاحتلال اليوناني لغرب الأناضول في عام 1919، وضع مصطفى كمال باشا قدمه في سامسون من أجل بدء حرب الاستقلال التركية ضد الاحتلال واضطهاد المسلمين في الأناضول. سيطر مع ضباط الجيش إلى جانبه على نظام الحكم الذي انتهى بتأسيس الجمهورية التركية من ما تبقى من الإمبراطورية العثمانية. تأسست تركيا على أساس الأيديولوجية التي كانت موجودة في عصر ما قبل الدولة العثمانية ووُجهت أيضًا باتجاه إقامة نظام سياسي علماني بغية تقليل تأثير الجماعات الدينية مثل المشايخ.

## مرحلة الحزب الواحد (1923–1945)

### عصر أتاتورك (1923–1938)
بدأ تاريخ تركيا الحديثة بتأسيس الجمهورية في 29 أكتوبر عام 1923، وتعيين كمال أول رئيس لها. شُكلت الحكومة من المجموعة الثورية التي اتخذت من أنقرة مقرًا لها، بقيادة مصطفى كمال أتاتورك ورفاقه. صادق البرلمان التركي على الدستور الثاني في 20 أبريل عام 1924.
على مدى السنوات العشر التي تلت ذلك، شهدت البلاد عملية منتظمة من التغريب العلماني من خلال إصلاحات أتاتورك، والتي تضمنت توحيد التعليم ؛ والغاء الألقاب الدينية وغيرها من الألقاب ؛ وإغلاق المحاكم الإسلامية واستبدلوا بقانون الشريعة الإسلامية قانون مدني علماني على غرار قانون سويسرا وقانون عقوبات على غرار قانون العقوبات الإيطالي ؛ والاعتراف بالمساواة بين الجنسين، ومنح المرأة كامل الحقوق السياسية في 5 ديسمبر عام 1934 ؛ وإصلاح اللغة الذي بدأه مجمع اللغة التركية المُنشأ حديثًا ؛ حيث استبدلوا بالأبجدية التركية العثمانية الأبجدية التركية الجديدة المشتقة من الأبجدية اللاتينية ؛ وقانون الملبس (مُنع ارتداء الطربوش) ؛ وقانون الأسماء العائلية ؛ وغيرها الكثير.
التسلسل الزمني للإصلاحات الكمالية الرئيسية:
- 1 نوفمبر 1922: إلغاء مكتب السلطان العثماني.
- 29 أكتوبر 1923: إعلان الجمهورية التركية.
- 3مارس 1924: إلغاء منصب الخلافة الذي احتفظت فيه الخلافة العثمانية.
- 25 نوفمبر 1925: تغيير غطاء الرأس واللباس.
- 30 نوفمبر 1925: إغلاق الأديرة الدينية ونُزُل الدراويش.
- 1 مارس 1926: إدخال قانون العقوبات الجديد.
- 4 أكتوبر 1926: إدخال القانون المدني الجديد.
- 1 نوفمبر 1928: اعتماد الأبجدية التركية الجديدة.
- 21 يونيو 1934: إدخال قانون الألقاب.
- 26 نوفمبر 1934: إلغاء الألقاب والكنيات.
- 5 ديسمبر 1934: منح النساء كامل الحقوق السياسية للتصويت والترشيح.
- 14 أكتوبر 1935: إغلاق المحافل الماسونية.[7][8]
- 5 فبراير 1937: إدراج مبدأ العلمانية في الدستور.

كان حزب المرأة الحزب الأول الذي أُنشئ في الجمهورية حديثة العهد. أسسته نزيهة محي الدين وعدة نساء أخريات ولكن أنشطته أوقفت، لأنه لم يكن مسموحًا للنساء في ذلك الوقت الانخراط في السياسة بشكل قانوني. قام الحزب الجمهوري الليبرالي بقيادة علي فتحي أوكيار بأول محاولة فعلية للانتقال إلى مرحلة التعددية الحزبية. حُل الحزب الجمهوري الليبرالي في 17 نوفمبر عام 1930 ولم تُبذل أي محاولة أخرى من أجل نظام ديمقراطي متعدد الأحزاب حتى عام 1945. قُبلت تركيا في عصبة الأمم في يوليو 1932.

### عصر ما بعد أتاتورك (1938–1945)
كان عصمة إينونو خليفة أتاتورك بعد وفاته في 10 نوفمبر 1938. بدأ فترة ولايته في المنصب كشخصية محترمة في حرب الاستقلال ولكن الصراعات الداخلية بين مجموعات السلطة والأحداث الخارجية مثل الحرب العالمية التي أدت إلى نقص السلع في البلاد، فقد بعضًا من شعبيته ودعم الناس له.

#### الحرب العالمية الثانية (1939-1945)
بعد الفشل في الحصول على تحالف دفاعي مع بريطانيا ضد ألمانيا في عام 1939، بقيت تركيا على الحياد خلال الحرب (1939-1945). اختلط سفراء دول محور القوة والحلفاء في أنقرة. وقع إينونو معاهدة عدم اعتداء مع ألمانيا النازية في 18 يونيو عام 1941، قبل 4 أيام من غزو قوى المحور للاتحاد السوفيتي.
دعت المجلات الوطنية بوزروكات وشاينارألتو إلى إعلان الحرب ضد الاتحاد السوفيتي. في يوليو 1942، نشر بوزروكات خريطة لتركيا الكبرى، تضمنت منطقة القوقاز الخاضعة للسيطرة السوفياتية وجمهوريات آسيا الوسطى.
في أغسطس 1942، صرح رئيس الوزراء التركي شكري ساركو أوغلو، خلال محادثاته مع السفير الألماني: «لا يمكن حل المشكلة الروسية إلا في حال أُبيد نصف السكان الروس».
في صيف عام 1942، رأت القيادة العليا التركية أن الحرب مع الاتحاد السوفياتي حتمية تقريبًا. تم التخطيط للعملية، وكانت باكو الهدف الأولي.
تاجرت تركيا مع الجانبين واشترت الأسلحة من كلا الجانبين. حاول الحلفاء إيقاف عمليات شراء الألمان للكروم (المستخدم في صناعة أجود السبائك). كان التضخم الاقتصادي مرتفعًا وتضاعفت الأسعار.
بحلول أغسطس 1944، بدت خسارة دول المحور للحرب واضحةً وقطعت تركيا علاقاتها معهم. أعلنت تركيا الحرب على ألمانيا واليابان، في فبراير عام 1945، وكانت تلك خطوة رمزية بهدف السماح لتركيا بالانضمام إلى الأمم المتحدة مستقبلًا.
في 24 أكتوبر 1945، وقعت تركيا على ميثاق الأمم المتحدة كأحد الدول الأعضاء الأصليين الواحد والخمسين.

#### التحول متعدد الأحزاب (1945)
في عام 1945، أُنشأ أول حزب معارض في النظام متعدد الأحزاب في تركيا، وهو حزب التنمية الوطنية، من قبل الصناعي نوري ديميراغ. في عام 1946، نظمت حكومة إينونو انتخابات متعددة الأحزاب، فاز بها حزبه. وبقي رئيسًا للبلاد حتى عام 1950. ولا يزال يُذكر كواحد من الشخصيات البارزة في تركيا.